# Jean Bourgknecht
Jean Bourgknecht (Friburgo, 16 de septiembre de 1902 – Friburgo, 23 de diciembre de 1964) fue un político suizo, miembro del Partido Conservador Popular (PCP).
Tras concluir sus estudios de Derecho, trabajó como abogado y presidió el Colegio de Abogados del Cantón de Friburgo y el Colegio de Abogados de Suiza. En 1956 y 1959 fue miembro del Consejo de los Estados y de 1951 a 1955 miembro del Consejo Nacional. En 1956 fue nombrado Presidente del PCP (posterior Partido Demócrata Cristiano, PDC). 
En 1959 fue elegido miembro del Consejo Federal, donde dirigió el Departamento de Finanzas y Aduanas. No obstante, sólo permaneció en el cargo poco más de dos años y medio debido a su precario estado de salud.

## Biografía

### Estudios, carrera y familia
Jean Bourgknecht procedía de una ilustre familia friburguesa cuyo apellido está asociado a muchos personajes notables. Era hijo de Louis Bourgknecht, un reputado abogado, y de Eugénie-Louise Wuilleret. Tras terminar el bachillerato, estudió Derecho en las universidades de Friburgo, Berna y Viena.
Tras licenciarse en 1926, trabajó durante un tiempo en el bufete de abogados de su padre, que acabaría dirigiendo. También impartió clases en la Universidad de Friburgo y formó parte de los consejos de administración de varias empresas de la zona. De 1936 a 1947 fue Presidente del Colegio de Abogados del Cantón de Friburgo, y de 1937 a 1941 fue también Presidente del Colegio de Abogados de Suiza. Su primera esposa, Marguerite Guhl, procedía de una familia de industriales y falleció en 1949. Dos años más tarde se casó con la secretaria Simone Modoux. De su primer matrimonio nacieron dos hijos: el mayor, Louis, ejerció como juez federal, y el menor, Jean-François, se dedicó también a la política.

### Política cantonal y federal
La carrera política de Bourgknecht comenzó en 1950 con su elección como alcalde de Friburgo. En este cargo, que ocupó hasta 1959, logró sanear las finanzas de la ciudad. En 1951 fue elegido miembro del Consejo Nacional, pero perdió su escaño cuatro años después al fracasar la política de coaliciones de su partido. No obstante, en 1956 el Gran Consejo del Cantón de Friburgo le eligió como uno de los dos representantes de dicho cantón en el Consejo de los Estados. En 1954 entró en el comité ejecutivo del Partido Conservador Popular (PCP), en el que se le consideraba cercano a la facción conservadora católica. En 1956, tras convertirse en presidente del partido, se propuso integrar la creciente corriente socialcristiana con un giro moderado a la izquierda y evitar así una posible escisión del partido. Así, en 1957 el PCP pasó a llamarse Partido Conservador Socialcristiano (PCCS).
Su labor parlamentaria se centró en la política financiera. Dejó su impronta, como reconocido especialista en este campo, en el desarrollo de la política federal. En junio de 1957 presentó una moción en la que instaba al impulso de los cantones con una economía menos desarrollada, para lo cual había que crear un mecanismo de compensación financiera intercantonal regulado por ley, en lugar de que fuera el gobierno federal quien pagara subvenciones directas, como hasta entonces. También tuvo una gran influencia en la Ley Federal de Equiparación Financiera, aprobada en julio de 1959. En 1958 abogó por aumentar los impuestos a los carburantes para financiar la construcción de autopistas.
El 17 de diciembre de 1959, la Asamblea Federal tuvo que cubrir cuatro vacantes en el Consejo Federal. Bourgknecht, que obtuvo 134 de los 233 votos válidos en la primera votación, resultó elegido para suceder a Philipp Etter. Ettore Tenchio y Roger Bonvin, dos representantes del ala socialcristiana, obtuvieron 44 y 42 votos respectivamente, mientras que el resto de candidatos recibieron 13 votos. Además de Bourgknecht, también resultaron elegidos su compañero de partido Ludwig von Moos y los socialistas Willy Spühler y Hans-Peter Tschudi. Esta elección a cuatro se considera el nacimiento de la «fórmula mágica» ideada por el Secretario General del PDC, Martin Rosenberg, que permitió que la composición del Consejo Federal se basara en una fórmula fija de reparto entre los cuatro partidos mayoritarios y que estuvo vigente hasta 2003.

#### Consejero Federal
Al tomar posesión de su cargo el 1 de enero de 1960, Bourgknecht pasó a dirigir el Departamento de Finanzas y Aduanas. Su gestión se caracterizó por la salvaguardia de la capacidad financiera de los cantones, la moderación del gasto y el rigor en la planificación financiera. También se comprometió a contener el aumento de la fiscalidad directa para preservar la autonomía de los cantones sin privar a la Confederación de los recursos necesarios para renovar sus infraestructuras, y adoptó medidas estrictas contra la evasión fiscal. Por último, trató de aumentar la eficiencia de la función pública mediante la supresión de puestos redundantes y la creación de una oficina central para cuestiones organizativas en la administración federal, que se encargaría de eliminar los solapamientos de competencias entre las distintas oficinas federales.
En mayo de 1962 sufrió un grave infarto cerebral y su salud se deterioró con rapidez. Fueron sus allegados quienes redactaron su carta de dimisión, que se haría efectiva a finales de septiembre de 1962. Dos años más tarde falleció a causa de una enfermedad incurable.